# Кондрашова, Зинаида Григорьевна
Зинаида Григорьевна Кондрашова — советский хозяйственный, государственный и политический деятель, Герой Социалистического Труда.

## Биография
Родилась в 1945 году в селе Борки. Член КПСС.
С 1962 года — на хозяйственной, общественной и политической работе. В 1962—1956 гг. — токарь механического цеха №13, старший мастер участка мехобработки Новокраматорского машиностроительного завода (НКМЗ) имени В. И. Ленина Министерства тяжёлого и транспортного машиностроения СССР в Донецкой области Украинской ССР. 
За творческую активность, большой личный вклад в дело повышения эффективности машиностроительного производства была в составе коллектива удостоена Государственной премии СССР за выдающиеся достижения в труде 1982 года. 
Указом Президиума Верховного Совета СССР от 14 декабря 1984 года за досрочное выполнение производственных заданий одиннадцатой пятилетки, социалистических обязательств и проявленный трудовой героизм присвоено звание Героя Социалистического Труда с вручением ордена Ленина и золотой медали «Серп и Молот».
Делегат XXV, XXVI и XXVII съездов КПСС.
Умерла в Краматорске в 2020 году.